# Mjobergella warra
Mjobergella warra är en insektsart som beskrevs av D. Otte och R.D. Alexander 1983. Mjobergella warra ingår i släktet Mjobergella och familjen syrsor. Inga underarter finns listade i Catalogue of Life. Insektsarten är uppkallad efter zoologen Eric Mjöberg.